# Asti
Asti (, Ast in piemontese e in dialetto astigiano) è un comune italiano di 73 577 abitanti, capoluogo dell'omonima provincia piemontese oggi comunemente definita Astigiano e centro principale della regione storica dell'Astesana.
Municipium romano, noto con il nome di Hasta, fu sede del ducato di Asti, ducato longobardo della Neustria.
Libero comune nel Medioevo, con diritto di "battere moneta", fu uno dei più importanti centri commerciali tra XII e XIII secolo, quando i suoi mercanti svilupparono il commercio e il credito in tutta Europa.
È conosciuta per i suoi vini, in particolare l'Asti spumante e la celebre Barbera d'Asti: ogni anno, in settembre, vi si tiene uno dei concorsi enologici più importanti d'Italia, denominato la Douja d'Or (in piemontese il “boccale d’oro”). Celebre è anche il suo Palio storico, manifestazione tra le più antiche d'Italia, che si svolge in settembre e culmina con una corsa di cavalli montati "a pelo" (senza sella).

## Geografia fisica

### Territorio
Asti si trova a circa 55 chilometri a sud-est di Torino, nella valle del Tanaro il quale la delimita a sud. All'interno del territorio comunale scorrono anche le acque di tre affluenti del fiume: Borbore, Rio Valmanera e Versa, mentre il Rio Valbrenta, procede completamente interrato sotto il centro cittadino fino a immettersi nel Rio Valmanera. La città sorge in mezzo a celebri colline, tra le Langhe e il Monferrato, famose in tutto il mondo per i loro vini ed è in una posizione favorevole quasi nel cuore del Piemonte.
In base ai risultati scaturiti dalla XVI edizione di "Ecosistema urbano" di Legambiente, Asti si colloca al 26º posto della graduatoria virtuosa in campo ambientale e dell'ecosistema, grazie al rapporto risultante dai valori delle PM10, della raccolta differenziata, e del rapporto di emissioni di CO2 per passeggero del trasporto pubblico.
- Classificazione sismica: zona 4 (sismicità irrilevante), Ordinanza PCM n. 3274 del 20/03/2003, aggiornato al 16/01/2006[9].

### Clima
Tutto il territorio astigiano si trova ad avere un clima particolare, protetto com'è dai rilievi da influenze sia mediterranee sia atlantiche.
Dai dati disponibili riguardanti la provincia, si rileva un aumento delle precipitazioni procedendo dal nord al sud e con l'aumentare dell'altitudine. La media calcolata negli ultimi trent'anni rivela che ad Asti cadono 667 mm di pioggia annui, contro una media nazionale di 970 mm e di 760 mm per la Pianura Padana.
Il clima è caratterizzato da due periodi piovosi e due con minori precipitazioni. I massimi si verificano nel mese di aprile e novembre, con valori generalmente superiori in quest'ultimo mese; il minimo assoluto è registrabile in gennaio, seguito da agosto e in alcuni anni da luglio. I temporali estivi tendono a essere pochi ma forti.
L'inverno è caratterizzato da scarse precipitazioni e da temperature inferiori alla media regionale, soprattutto nei valori minimi. La temperatura media generale annuale dell'ultimo ventennio è 12,7 °C: il mese più caldo è luglio (+23,65 °C), mentre quello più freddo è gennaio (+0,7 °C).
L'umidità media generale decennale in Asti è di 52,5 con minima del 42 in luglio e massima in gennaio con il 61.
- Classificazione climatica: E (i Gradi giorno della città sono 2.617, e il limite massimo consentito per l'accensione dei riscaldamenti è di 14 ore giornaliere, dal 15 ottobre al 15 aprile), D.P.R. n. 412 del 26 agosto 1993[9].

## Storia
(da Piemonte, Giosuè Carducci)

### Origini
Asti fu edificata dai Romani (con il nome di Hasta), sebbene la prima vera fondazione sia da ricondursi a popolazioni liguri che, in precedenza, avevano impiantato un villaggio proprio nella zona corrispondente all'attuale città. Alcune sezioni delle antiche mura sono ancora presenti nella parte settentrionale della città, e nel XX secolo dei lavori di scavo hanno rivelato un'altra sezione delle mura romane nel centro della città.

### Medioevo
All'epoca di dominazione longobarda, prima dell'VIII secolo, Asti è stata la sede di un ducato concesso alla dinastia franco-bavarese degli Agilofingi. Dopo la conquista Carolingia nell'VIII secolo, divenne la sede d'una contea concessa alla dinastia franco-salica degli Aleramici.
In seguito durante il Medioevo, Asti è stata un importante centro di scambi commerciali e bancari. È questo il periodo più felice per la città, che si abbellisce di numerose torri e caseforti e vede estendere il proprio potere su numerose città e paesi, come Alba, Bra, Villanova, Fossano, Nizza Monferrato, Ceva e Garessio. La cessione di Castello di Annone da parte del vescovo il 28 marzo 1095 ai consoli dimostra l'esistenza del Comune indipendente già nell'XI secolo.
L'esercito comunale astese partecipò a tutte le Crociate.

#### Casanieri
Nel periodo comunale, data la grande ricchezza della città, si era sviluppata la classe mercantile. Nacquero infatti proprio in quel periodo le "casane", istituti di credito su pegno. Praticamente i Casanieri prestavano somme di denaro, facendosi consegnare in garanzia terre e castelli. I mercanti astesi operavano in tutta Europa.

#### Famiglie nobiliari
Nel Medioevo le famiglie nobili si scontrarono spesso tra loro a causa della lotta tra guelfi e ghibellini.
- Famiglie Guelfe: la fazione era capeggiata dai potentissimi Solaro/Solari e comprendeva anche le famiglie dei Malabayla, Ramelli di Celle, Garretti, Troja, Falletti, Ricci, Damiani.
- Famiglie Ghibelline: capeggiate dai Guttuari, Turco, Isnardi (tutte e tre formavano il Consorzio dei De Castello), spalleggiate dagli Alfieri, Coppa, Scarampi, Catena, Buneo, Cacherano.
- Famiglie Caroca (Raimondo Caroca) Console

I Roero e i Pelletta erano addirittura divisi internamente.
L'area nord-occidentale della città, tra il centro e la cattedrale, è molto ricca di case di mercanti medievali e di palazzi, molti dei quali dotati di torri monumentali. Asti era nota come la città delle cento torri (sebbene il numero totale fosse di 120), molte delle quali sono ancora presenti tutt'oggi all'interno della cinta muraria.

### Età comunale
Dal 1065 al 1353 venne redatto il Codex Astensis. Nel 1155, ancora sotto dominio Aleramico, Asti subisce un assedio e successivo incendio da parte delle truppe dell'imperatore Federico I il Barbarossa. Il dilagare delle truppe imperiali nel circondariato astese portò alla distruzione di vari castelli e roccaforti come ad esempio il castello di Celle Enomondo. Tra le molteplici cause che portano allo scontro due furono determinanti ovvero che in quel periodo ad Asti la fazione guelfa prevaleva su quella ghibellina e così di conseguenza i suoi vassalli e che Asti, fosse sulla strada per un'altra importante città guelfa che non riconosceva l'autorità imperiale come Alessandria.
Nel 1199 gli astigiani stipulano una convenzione con il marchese Bonifacio I del Monferrato, ottenendo i privilegi con i quali venne fondato il libero comune di Asti (come raccontato nel Codex Astensis). Nel 1312 il Comune di Asti si sottomise spontaneamente alla protezione del re di Napoli Roberto d'Angiò, nel 1339 acclamò quale signore Giovanni II del Monferrato marchese del Monferrato, nel 1342 si forma la Contea di Asti per la libera adesione dei cittadini astigiani al dominio dei Visconti di Milano, primo Conte di Asti è Luchino Visconti (1342-1349), a lui succederanno Giovanni Visconti (1349-1354) e Galeazzo II Visconti (1354-1356). Nel 1356 una lega nata contro i Visconti capeggiata nuovamente dal Marchese del Monferrato iniziò a liberare molti territori piemontesi dall'influenza milanese e quindi occupò Asti, Giovanni II del Monferrato ridivenne signore e conte d'Asti (1356-1372) alla sua morte la contea passò al giovane Ottone III del Monferrato (1372-1378), che nel 1377 a 17 anni sposò, Violante Visconti figlia di Galeazzo II Visconti e sorella di Gian Galeazzo, una scelta infelice, infatti ne approfittò proprio Gian Galeazzo Visconti (1379-1389) che occupò Asti e ne divenne il nuovo signore e conte. Nel 1389 però la cedette ai duchi d'Orléans, quale dote per sua figlia Valentina Visconti, assieme al centinaio di terre, castelli e villaggi costituenti la sua antica Repubblica, che da quel momento fu definita orgogliosamente "Patria Astese".

### Età moderna
Nel 1531 la Contea di Asti venne ceduta ai Savoia dall'imperatore Carlo V, quale dote di nozze per sua cognata, Beatrice del Portogallo che sposò il duca Carlo III di Savoia. Da quel momento la città seguì le sorti dei Savoia.
Il Ducato di Savoia divenne "Regno di Sardegna" nel 1720, anche se nei fatti ben poco cambiò, a cominciare dalla capitale che rimase a Torino.
Nel 1797 Asti fu teatro di una grande rivolta, passata alla storia con il nome di "Rivoluzione Astese". Il 22 luglio ci fu una sommossa per la scarsità di grano e il 28 venne proclamata la repubblica da Secondo Arò, Felice Berruti, Gian Secondo Berruti e Gioachino Testa. Il 30 le truppe realiste, appoggiate da contadini sandamianesi, rioccuparono la città e il 2 agosto fucilarono gli insorti.
Dal 1800 al 1805 Asti divenne capoluogo del dipartimento francese del Tanaro.

### Età contemporanea
Nel 1935 Asti divenne capoluogo di provincia, staccando il suo territorio dalla provincia di Alessandria.
Durante la seconda guerra mondiale, dopo l'armistizio dell'8 settembre 1943 con gli Alleati, con la Repubblica di Salò e l'occupazione tedesca, Asti e il Monferrato vissero in pieno la guerra di resistenza (in particolare con una delle Repubbliche partigiane, la Repubblica dell'Alto Monferrato dal settembre al dicembre 1944), i bombardamenti anglo-americani, la persecuzione degli ebrei, i rastrellamenti, le deportazioni.
Il 4 settembre 1948 la città subì gravissimi danni e vittime a causa di un'alluvione scatenata da pesanti nubifragi, che provocò l'esondazione di alcuni torrenti come il Borbore e il Tinella e del fiume Tanaro.
Il 6 novembre 1994 fu colpita da una nuova alluvione, dovuta allo straripamento dagli argini del fiume Tanaro.
Il 21 giugno 2012 subì un breve ma fortissimo temporale (una supercella secondo i meteorologi) che non causò fortunatamente gravi danni come nel 1994, ma provocò una piccola alluvione in zone come: piazza Marconi, via Cavour, corso Alfieri e piazza del Palio. Furono calcolati danni all'agricoltura per milioni di euro e danni comunali per altrettanti euro dovuti ad alberi sradicati e strade bloccate dagli innumerevoli detriti portati dal forte vento.

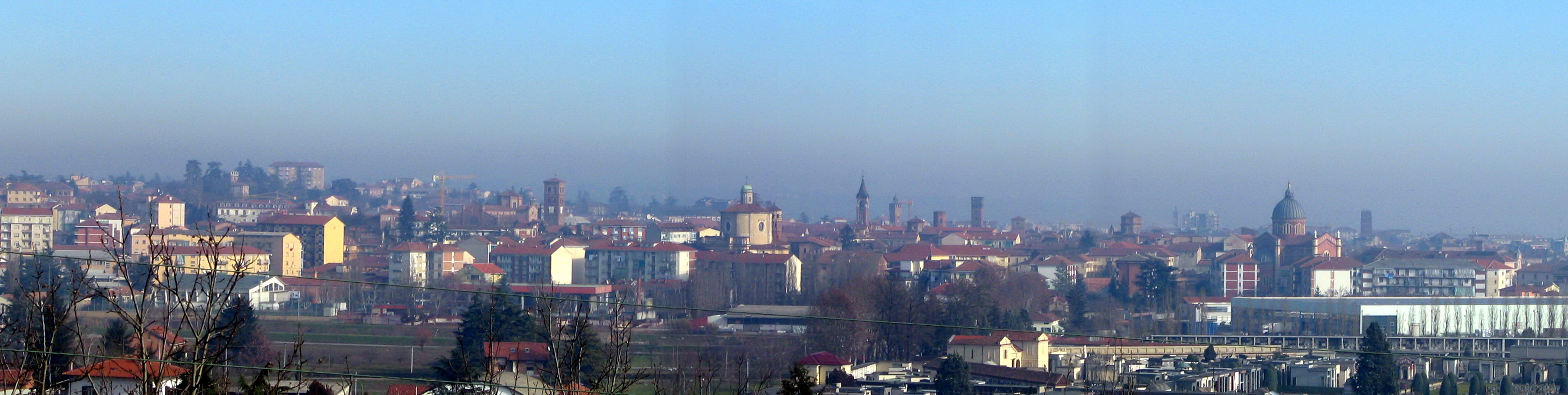
Panorama di Asti visto da sud-ovest: in primo piano a destra la cupola della Madonna del Portone, al centro la Torre Comentina e la Torre Troyana, a sinistra la chiesa di Santa Caterina e la Torre Rossa, all'estrema sinistra il campanile della Cattedrale ed i resti del Castelvecchio.

### Simboli

Il gonfalone.

Con atto ufficiale del 5 luglio 1896, il Regno d'Italia riconobbe al Comune di Asti il suo stemma civico. Lo scudo è composto da una croce bianca in campo rosso. Allo stemma è sovrapposta la "corona comitale", cimata da 16 perle di cui 9 visibili. Allo scudo sono accostati "due rami di palma, decussati sotto la punta e legati di rosso". Il cartiglio sottostante riporta il motto latino: ASTE NITET MUNDO SANCTO CUSTODE SECUNDO, ovvero: "Asti rifulge nel mondo per merito del suo custode San Secondo".

## Monumenti e luoghi d'interesse
La città presenta il più vasto patrimonio architettonico basso-medievale della regione, a memoria di quello che fu il più potente comune piemontese. Numerose sono torri, case-forti, chiese, domus e palazzi.

### Architetture religiose

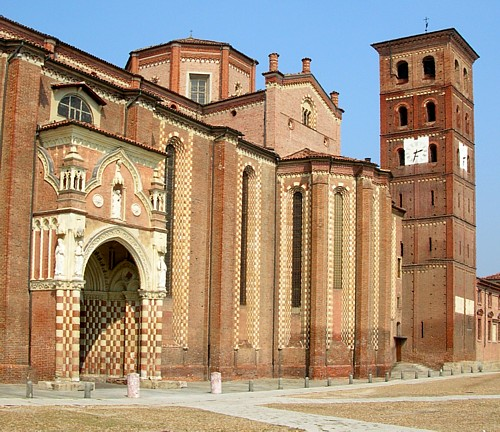
Cattedrale di Santa Maria Assunta.

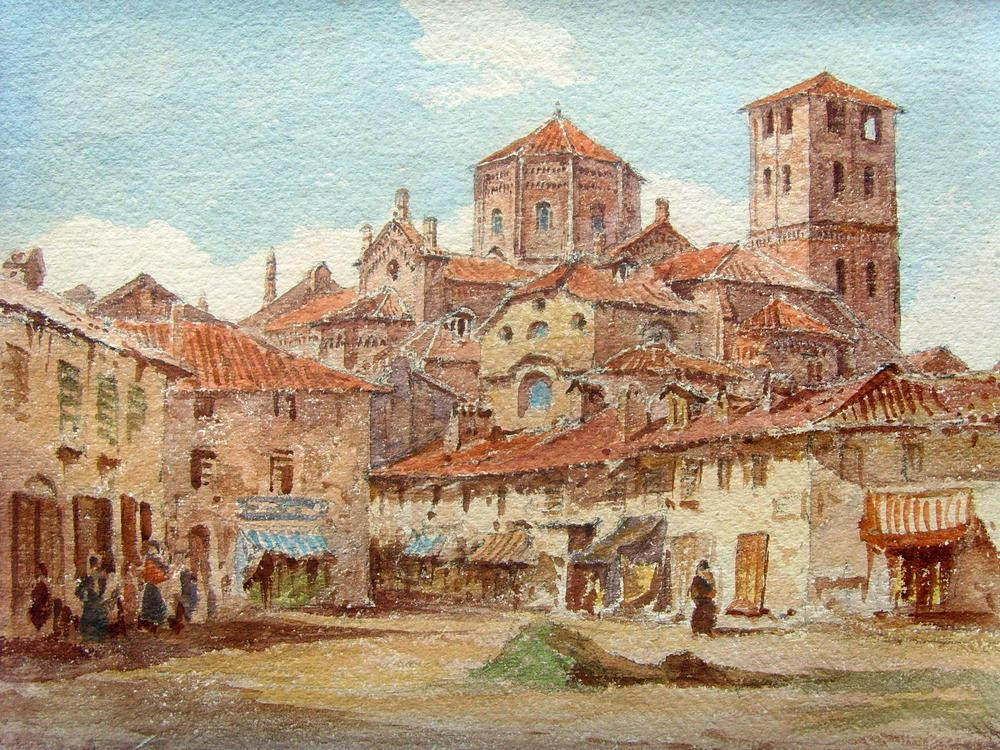
Veduta di Asti con la Collegiata di San Secondo - Antonio Bignoli 1857.

Nella zona orientale della città è possibile ammirare il complesso di San Pietro in Consavia, sede nel Medioevo del priorato gerosolimitano di Lombardia.
Del periodo basso-medievale fanno parte la maestosa cattedrale di Santa Maria Assunta, oltre a essere la più grande chiesa della regione, grazie al suo raffinato apparato decorativo stilisticamente viene considerata la più importante cattedrale gotica del Piemonte, la collegiata di San Secondo, dove sono custodite le reliquie del patrono della città, la chiesa di Santa Maria Ausiliatrice di Viatosto, la chiesa di Santa Maria Nuova e la chiesa della Madonna del Portone, che conserva al suo interno la porta medievale di San Marco.
Si evidenziano la chiesa di Santa Caterina, la chiesa di San Paolo, la chiesa di San Martino, la chiesa di San Silvestro, la chiesa di San Rocco, la chiesa confraternita della SS. Trinità e Sant'Evasio, la chiesa della Consolata e l'annesso monastero cistercense.
Inoltre, di stile barocco, sono presenti la chiesa ex Confraternita di San Michele e l'ex chiesa di San Giuseppe.

### Architetture civili e militari

Piazza Roma, monumento all'Unità d'Italia e Torre Comentina.

Tra i principali edifici medievali, torri e case-forti medievali sono da citare palazzo Catena, palazzo Zoya, il palazzo del Podestà o del Comune, la torre Asinari, la torre Comentina, la torre e il palazzo Gazzelli, la torre De Regibus, la torre Guttuari, la torre e i palazzi Natta, la torre Quartero, la torre Solaro, la Torre Civica (torre Troyana), la Torre Rossa.
Inoltre nella zona nord occidentale della città è possibile ammirare un tratto delle antiche mura utilizzate per la difesa in epoca medioevale.
Del periodo rinascimentale rimangono poche testimonianze architettoniche. La più importante è sicuramente palazzo Malabaila, che nel Cinquecento ospitò Luigi XII durante un suo soggiorno in città.
Del periodo barocco sono molti i palazzi e le chiese presenti ad Asti grazie anche al notevole impulso dato dalla presenza dell'architetto Benedetto Alfieri.

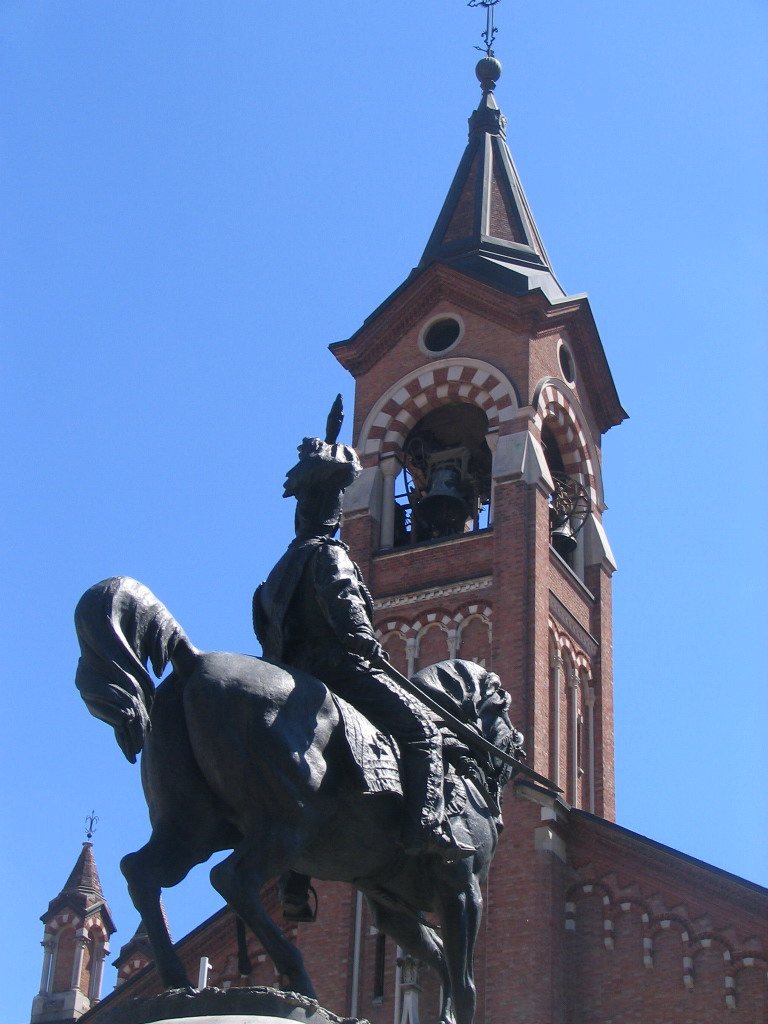
Monumento a Umberto I in piazza Cairoli, detta "del Cavallo".

Tra gli edifici barocchi più importanti palazzo Ottolenghi, il Palazzo Civico, palazzo Mazzetti, palazzo Verasis-Asinari.
Il Palazzo del Michelerio, di origine cinquecentesca, è stato rimaneggiato nei secoli successivi, e al suo interno si trova la ex chiesa del Gesù, che ospita importanti affreschi barocchi, provenienti anche dalla demolita chiesa di Sant'Anastasio.
In via Govone si trova il Palazzo di Giustizia, già sede della Caserma C.A.R.

### Altro
- Monumento a Vittorio Alfieri - 1862 - (piazza Alfieri)
- Monumento ai caduti - 1930 - (piazza I Maggio)
- Monumento a Federico Cotti di Ceres - 1855 - (piazza S. Maria Nuova)
- Fontana dell'Acquedotto di Cantarana - 1908 - (piazza Medici)
- Monumento a Umberto I - 1903 - (piazza Cairoli)
- Monumento all'Unità d'Italia - 1898 - (piazza Roma)
- Monumento a Vittorio Emanuele II - 1884 - (giardini pubblici)
- Monumento a Paolo Lugano - Bersagliere - 1986 - (piazza Lugano)

### Siti archeologici
Del periodo romano, sono ancora presenti, la Torre Rossa, probabile vestigia della porta occidentale della cinta romana, la domus di Via Varrone, i resti dell'anfiteatro, delle terme e del foro.
Del periodo romanico di notevole interesse sono le cripte di Sant'Anastasio, San Secondo (VII secolo) in cui è conservato il corpo del patrono e san Giovanni.

### Aree naturali
In città vi sono alcune riserve naturali:
- Riserva naturale speciale della Valle Andona, Valle Botto e Val Grande: oltre 300 ettari di ambiente naturale che si estende nella parte nord-occidentale della città nella località omonima, in una vasta area comprendente un ricco patrimonio fossilifero (conchiglie, coralli e altri fossili).
- Riserva e Oasi WWF di Villa Paolina: situato alla periferia nord, è un parco di circa 10 ettari fatto di prati e siepi, collocati su di un pianoro a mezza collina, in un contesto assolutamente suggestivo. Nella zona circostante, sono presenti anche varie e particolari specie protette che si trovano all'interno del rifugio come il tasso, la volpe, la lepre, il riccio, il ghiro, scoiattoli e faina; uccelli (come picchio e upupa) ma anche diversi anfibi e rettili come la rana verde e il tritone crestato. È anche presente nella zona, un complesso di edifici realizzati in stile Liberty come la villa o il porticato, risalenti alla metà del XIX secolo.

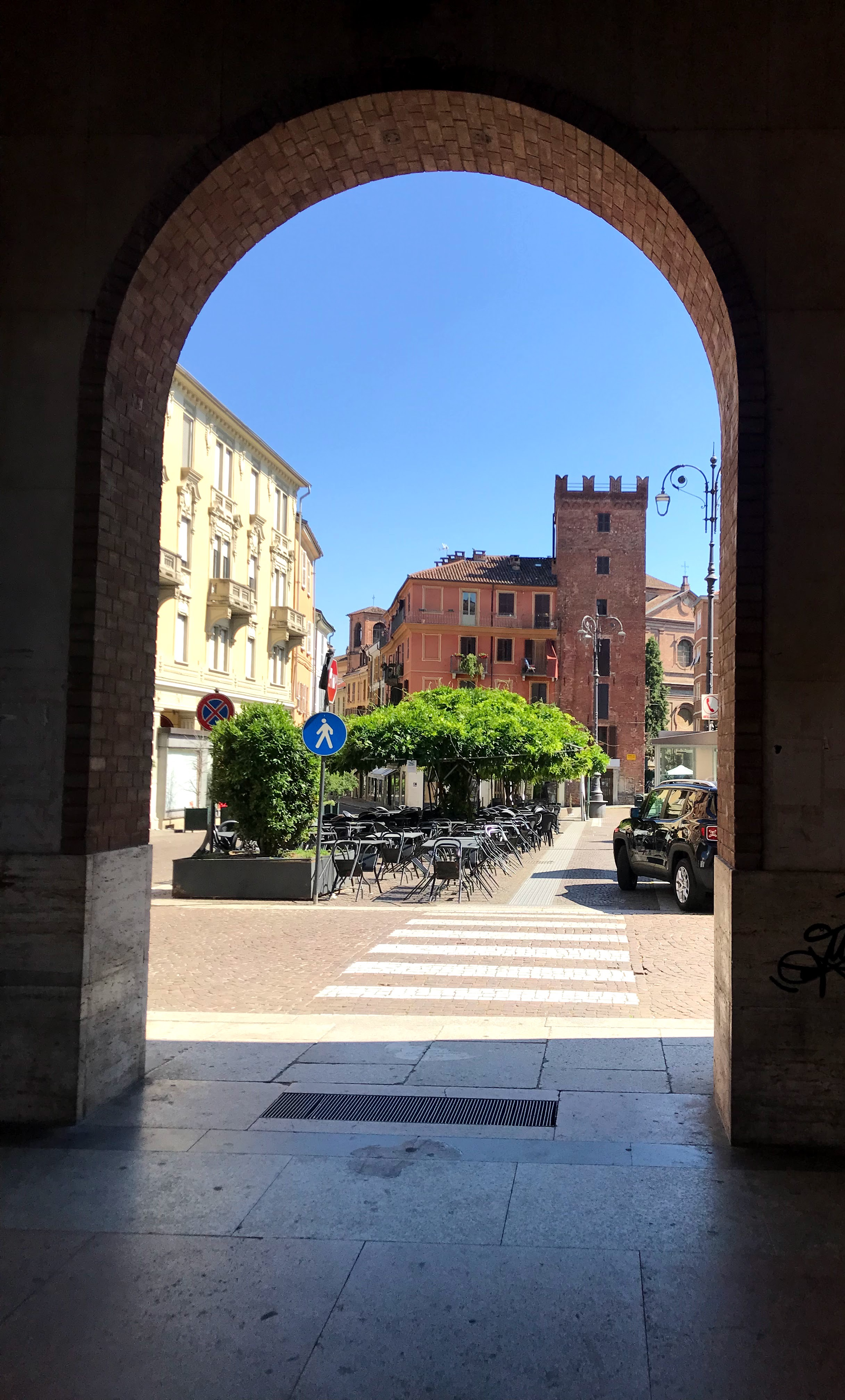
Panoramica di piazza Statuto

## Società

### Evoluzione demografica
Abitanti censiti

### Etnie e minoranze straniere
Al 31 dicembre 2023 gli stranieri residenti nel comune erano 8 700, ovvero l'11,65% della popolazione. Di seguito sono riportati i gruppi più consistenti:
- Albania 2 725
- Romania 1 346
- Marocco 1 044
- Nigeria 451
- Cina 345
- Moldavia 292
- Perù 257
- Pakistan 221
- Senegal 173
- Ucraina 151

### Lingue e dialetti
Oltre alla lingua italiana, ad Asti e in provincia si parla un dialetto della lingua piemontese. Una particolarità di questo dialetto è l'uso dell'articolo o (pronuncia "u") al posto del piemontese comune "ël" davanti ad alcuni sostantivi: o ciap (il coccio), o dimòni (il demonio).

### Tradizioni e folclore

Carnevale - Maschere della Famja astesan-a.

A febbraio è presente il Carnevale della "Famija delle maschere astigiane", che ha radici nel XV secolo con le descrizioni del poeta Gian Giorgio Alione.
Negli anni sessanta l'amministrazione comunale decise di riprendere l'aspetto più popolare e burlonesco del carnevale astigiano, al fine di rievocare la satira e le usanze popolari.
Fu così che nacque la Famija d'le Maschere Astesane costituita dalle maschere caratteristiche della città, che rappresentavano i personaggio tipici dei borghi cittadini. La Famija oltre a partecipare e animare le attività ludiche del periodo carnevalesco è impegnata anche nel sociale organizzando spettacoli e rievocazioni presso le strutture sanitarie e sociali di Asti e provincia.
Nella prima settimana di maggio si tengono i festeggiamenti per il santo patrono San Secondo, dopo i fuochi artificiali del primo lunedì di maggio, il giorno seguente avviene la celebrazione liturgica con l'offerta del Palio. Infine il mercoledì seguente, si tiene per tutto il centro storico della città la millenaria "fiera carolingia", che la tradizione fa risalire a una concessione di Carlo Magno.
In autunno il "settembre astigiano" è caratterizzato da ben quattro manifestazioni che richiamano in città decine di migliaia di turisti. Si incomincia nella seconda settimana di settembre con la Douja d'Or e il Festival delle sagre astigiane, per proseguire nella terza settimana di settembre con le manifestazioni del Palio di Asti, culminanti la domenica con l'antica corsa dei cavalli, per concludersi il quarto fine settimana di settembre con "Arti e Mercanti", un viaggio a ritroso nel tempo tra antichi mestieri, artisti e taverne.

### Istituzioni, enti e associazioni
In città si trova l'ospedale "Cardinal Massaia".

## Cultura

### Istruzione

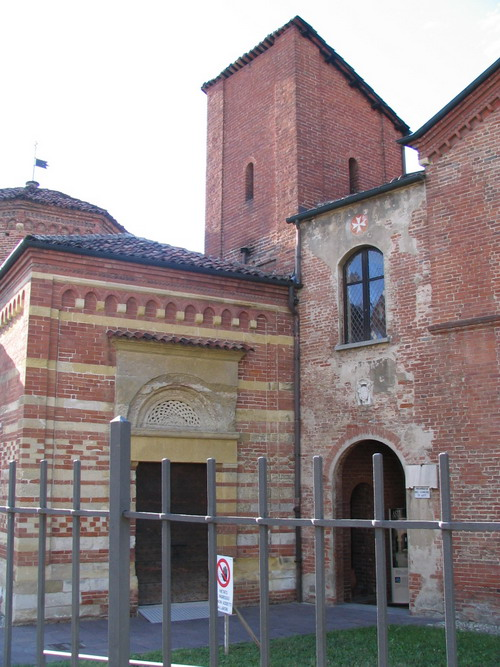
San Pietro in Consavia.

#### Biblioteche e Archivi
- Biblioteca Civica rinominata Biblioteca Astense - "Giorgio Faletti", presso Palazzo del Collegio
- Biblioteca del Seminario vescovile[16]
- Archivio storico del Comune di Asti, presso Palazzo Mazzola
- Archivio di Stato di Asti[17], presso l'ex convento di Sant'Anna
- Biblioteca dell'Istituto per la Storia della Resistenza e della Società Contemporanea[18]
- Biblioteca del CEPROS Asti ONLUS[19]
- Biblioteca della Fondazione Giovanni Goria[20]
- Biblioteca del Centro di ricerca per l'enologia[21], ex Istituto sperimentale, fondata nel 1872.

#### Scuole
- Istituto Tecnico Industriale Statale "Alessandro Artom"
- Istituto Superiore "Augusto Monti"
- Liceo Scientifico "F. Vercelli"
- Liceo Classico "Vittorio Alfieri"
- ITCG "Giovanni Antonio Giobert"
- Liceo Artistico Statale "Benedetto Alfieri"
- IPSIA "Carlo Alberto Castigliano"
- Istituto Agrario "Giovanni Penna"
- Istituto di Musica "G. Verdi"
- Istituto Professionale per il Commercio e Turismo "Quintino Sella"

#### Università
- Polo universitario di Asti UNI-ASTISS

#### Musei
- Museo Ebraico
- Museo Alfieriano
- Cripta e museo di Sant'Anastasio

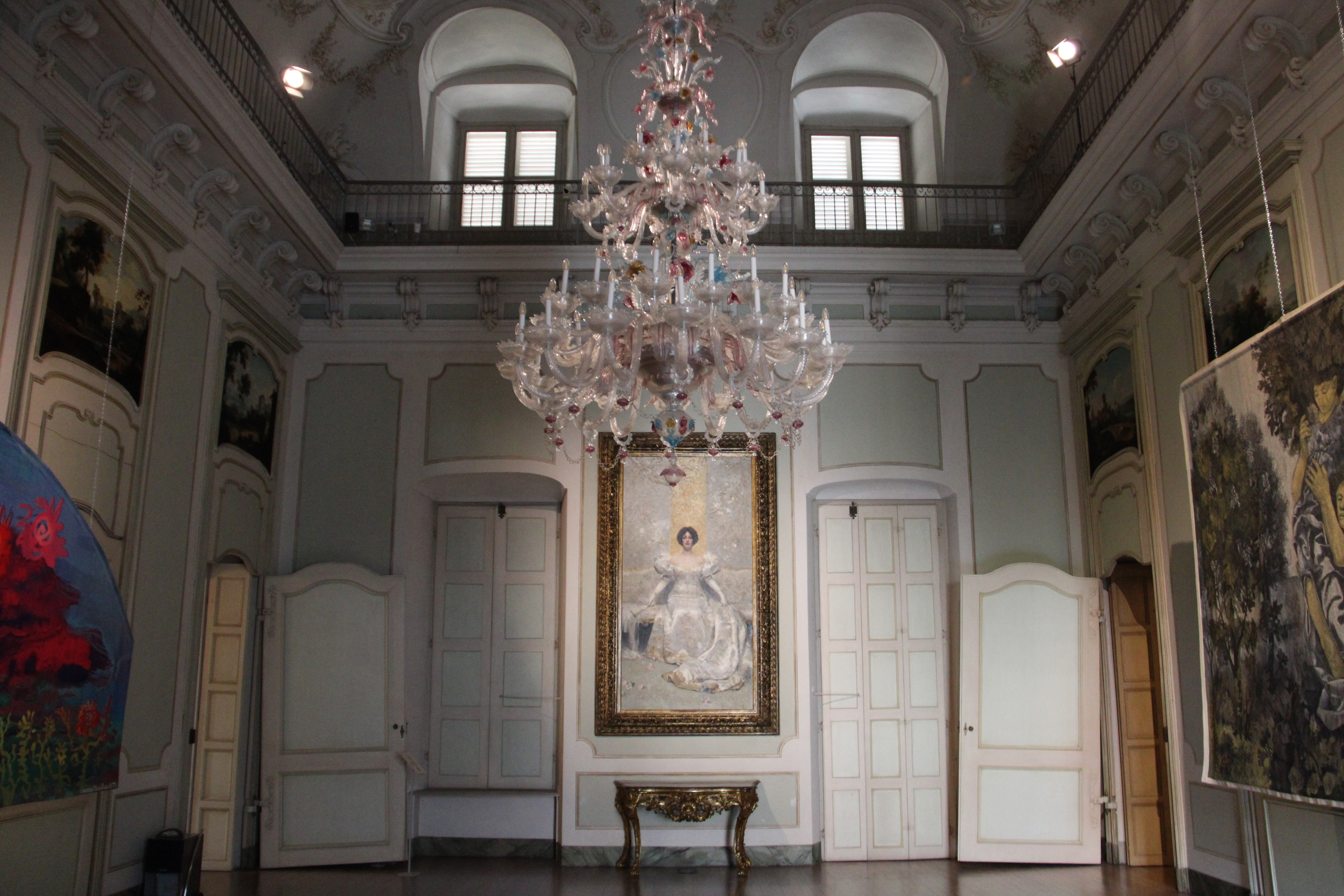
Palazzo Mazzetti

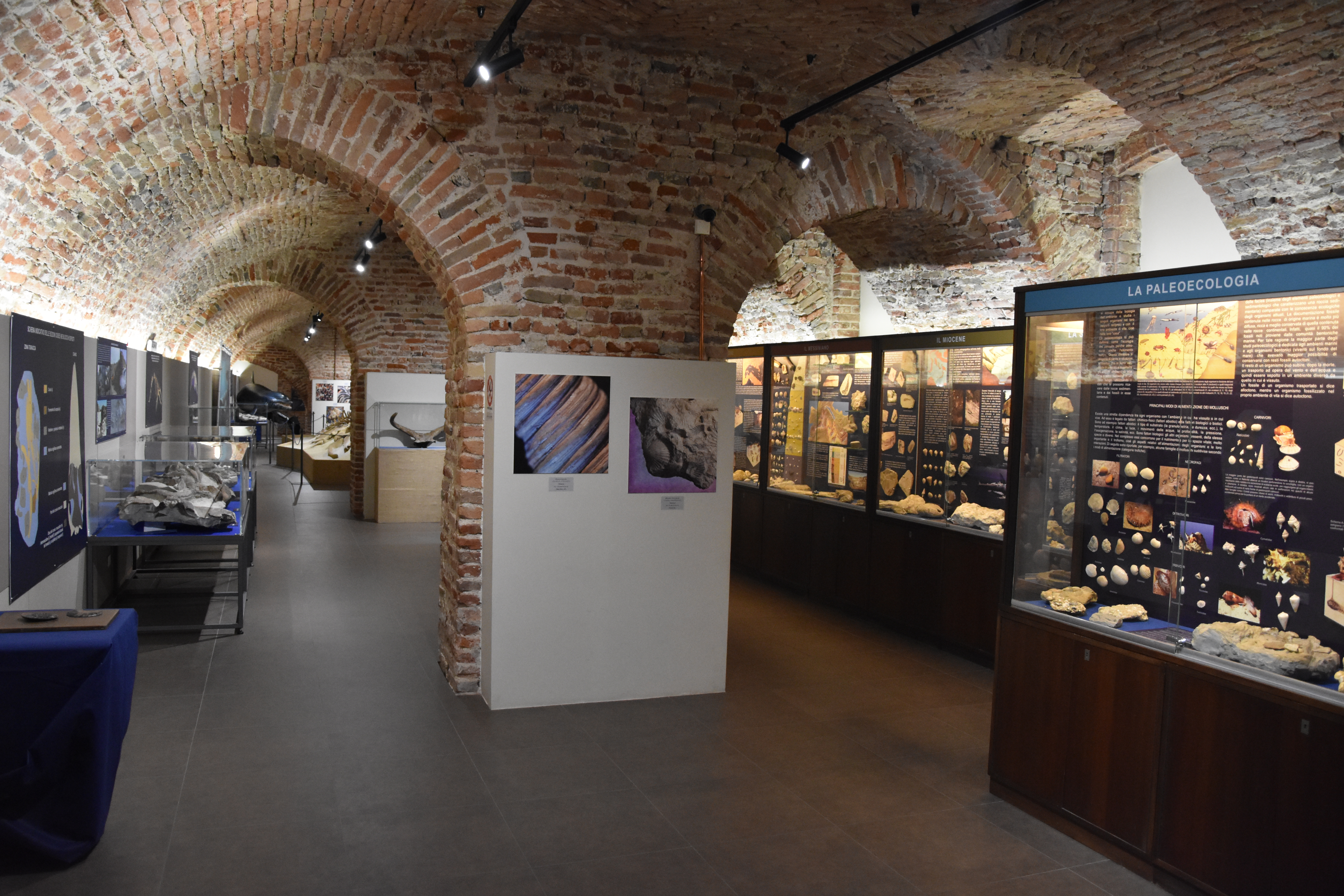
Museo paleontologico

- Palazzo Mazzetti e Pinacoteca Civica
- Museo del Risorgimento presso Palazzo Ottolenghi
- Museo diocesano "San Giovanni"
- Domus romana dei Varroni
- Palazzo Mazzola e Museo del Palio
- San Pietro in Consavia
- Museo degli arazzi Scassa presso l'Arazzeria Scassa alla Certosa di Valmanera
- Museo paleontologico territoriale dell'Astigiano[22]

### Media

#### Stampa
Le principali testate giornalistiche locali sono:
Settimanali
- La nuova Provincia (settimanale in edicola il martedì);
- Gazzetta d'Asti;
- Il Corriere dell'Astigiano (non più in attività);
- Dentro la notizia (free-press).
- ATNews (quotidiano digitale, ha anche un supplemento legato allo sport, SportAsti)
- La Voce di Asti (quotidiano digitale)

Nel centro della città è inoltre presente una redazione del quotidiano La Stampa.

#### Radio
La principale radio locale è:
- Primaradio (non più in attività)

#### Televisione
Le principali emittenti televisive locali sono:
- GRP Televisione (dal 2010 sino al novembre 2014)

### Teatro
- Teatro comunale Vittorio Alfieri

### Musica
Originari di Asti sono il gruppo rock progressivo Locanda delle Fate, il gruppo rock demenziale Farinei dla Brigna e il gruppo grindcore Cripple Bastards.

### Cucina

#### Vini

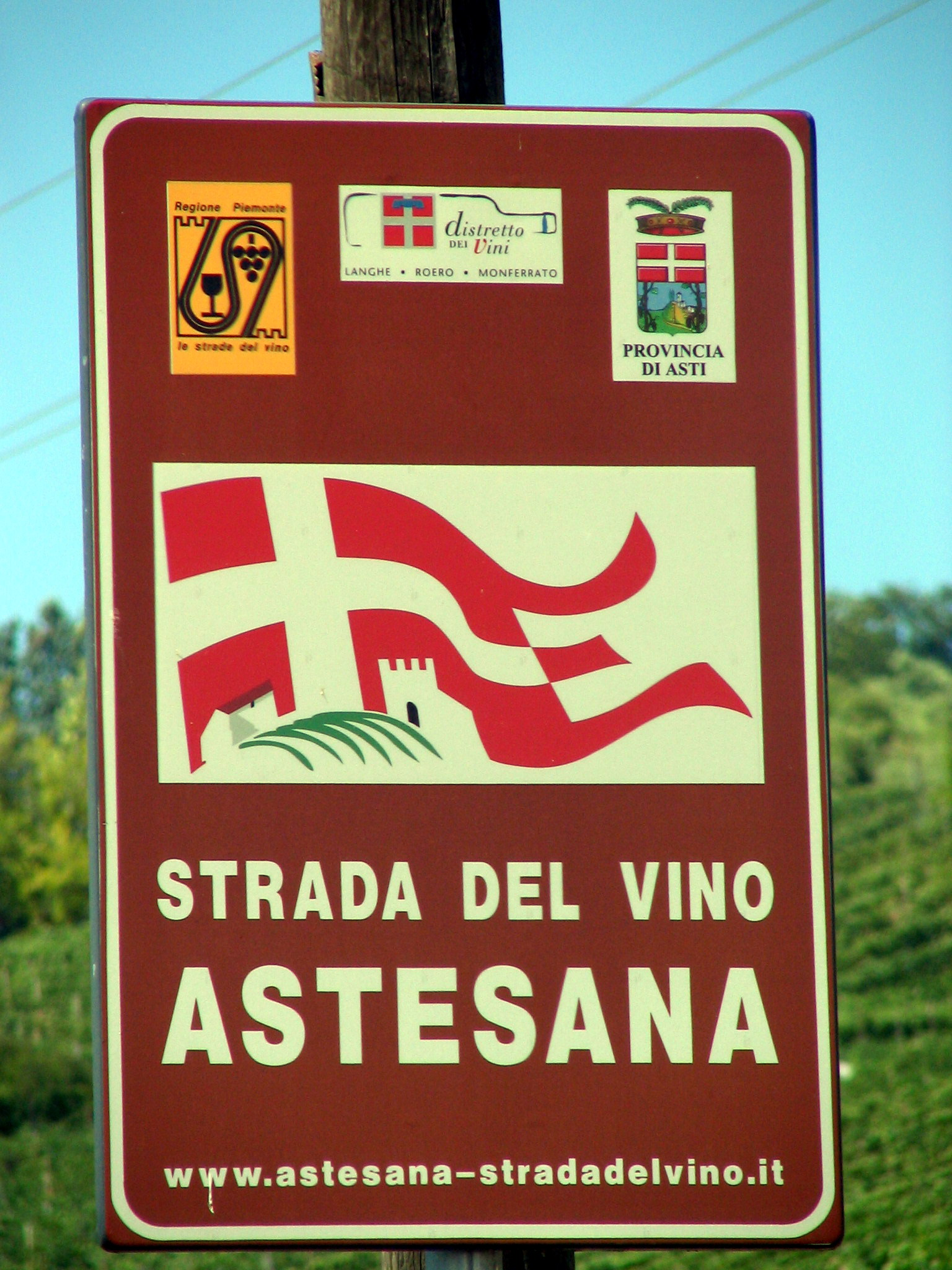
Cartello della Strada Astesana.

Asti e le sue colline sono famosi in tutto il mondo per i vini dolci: il maggior vitigno è il Moscato Bianco o Moscato di Canelli, da cui si ottengono uno spumante, un passito e una qualità "tranquilla" (o ferma). Da questo deriva l'Asti spumante, importante vino DOCG da fine pasto.
Da non dimenticare la produzione di Malvasia nera, in particolare la Malvasia di Casorzo e di Castelnuovo Don Bosco e di Schierano, le cui uve danno vini rosati e dolci. Inoltre, degno di menzione è il vitigno di Brachetto dell'alto Monferrato e della zona di Acqui Terme.
Per quel che riguarda i vini rossi, sicuramente la Barbera è la produzione più diffusa sul territorio. Altri rossi importanti sono il Dolcetto, il Grignolino, il Freisa e il Ruché.
Fra i bianchi da pasto, la produzione di Cortese, specialmente nell'alto Monferrato, è prevalente.
Nell'Astigiano è nata nel 1999 la prima strada del vino piemontese, la Strada Astesana. Si sviluppa con otto percorsi, attraversando 52 comuni della provincia di Asti e di parte delle Langhe. Asti fa parte delle città del vino.

#### Verdure

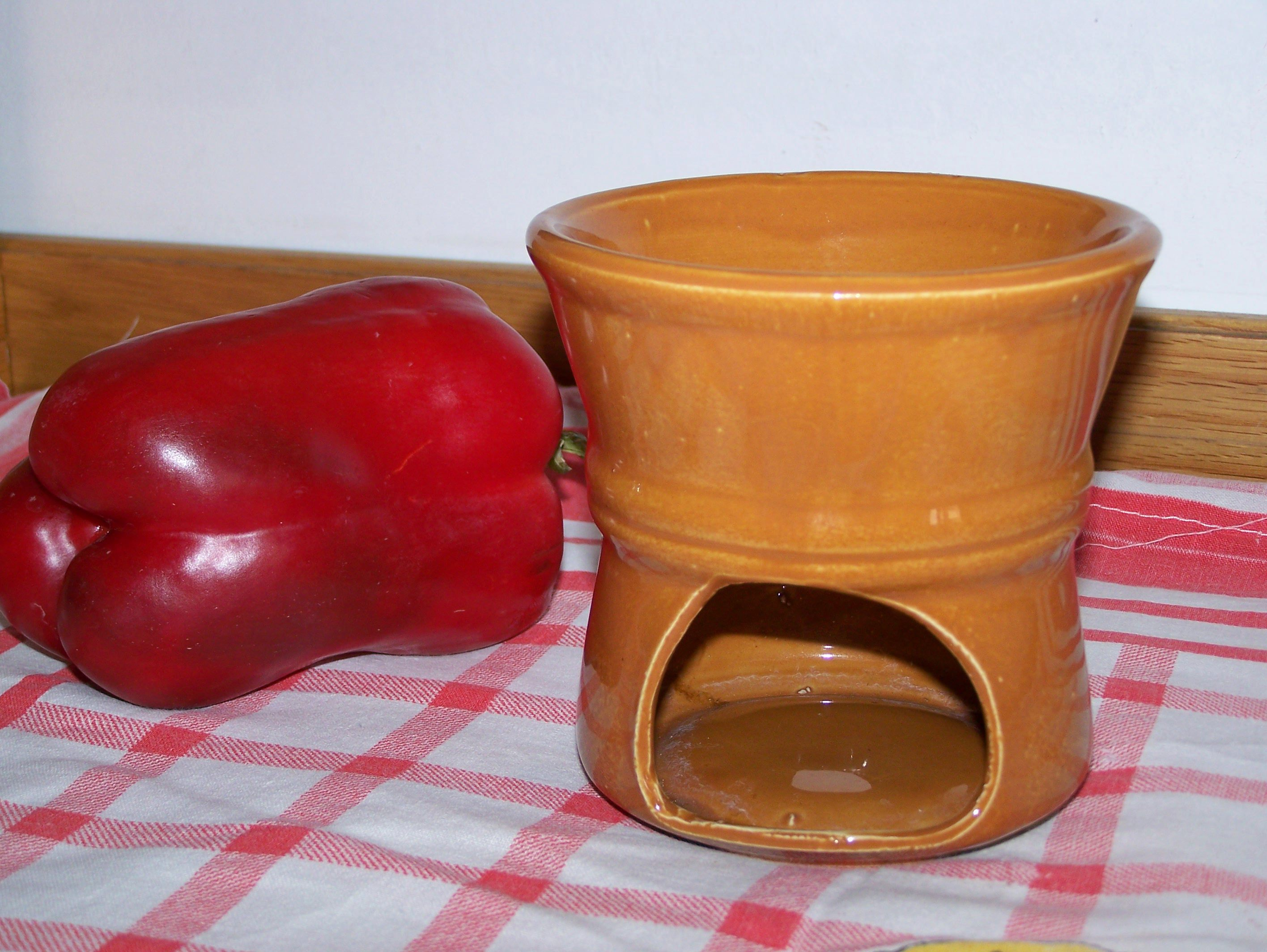
Bagna càuda.

La grande produzione e varietà di ortaggi ha la sua più alta espressione nella
- bagna càuda, piatto "povero" che affonda le sue origini nel Medioevo. Gl'ingredienti sono: acciughe sotto sale, burro, olio extra vergine di oliva, aglio; il tutto viene stemperato in un tegame fino a ottenere una salsa calda. A questo punto si intingeranno le verdure crude tipiche del Monferrato (cardo gobbo di Nizza Monferrato, cardo avorio di Isola d'Asti, peperone quadrato di Motta di Costigliole, sedano dorato d'Asti, topinambur, rape, patate di Castelnuovo Scrivia, ecc.).

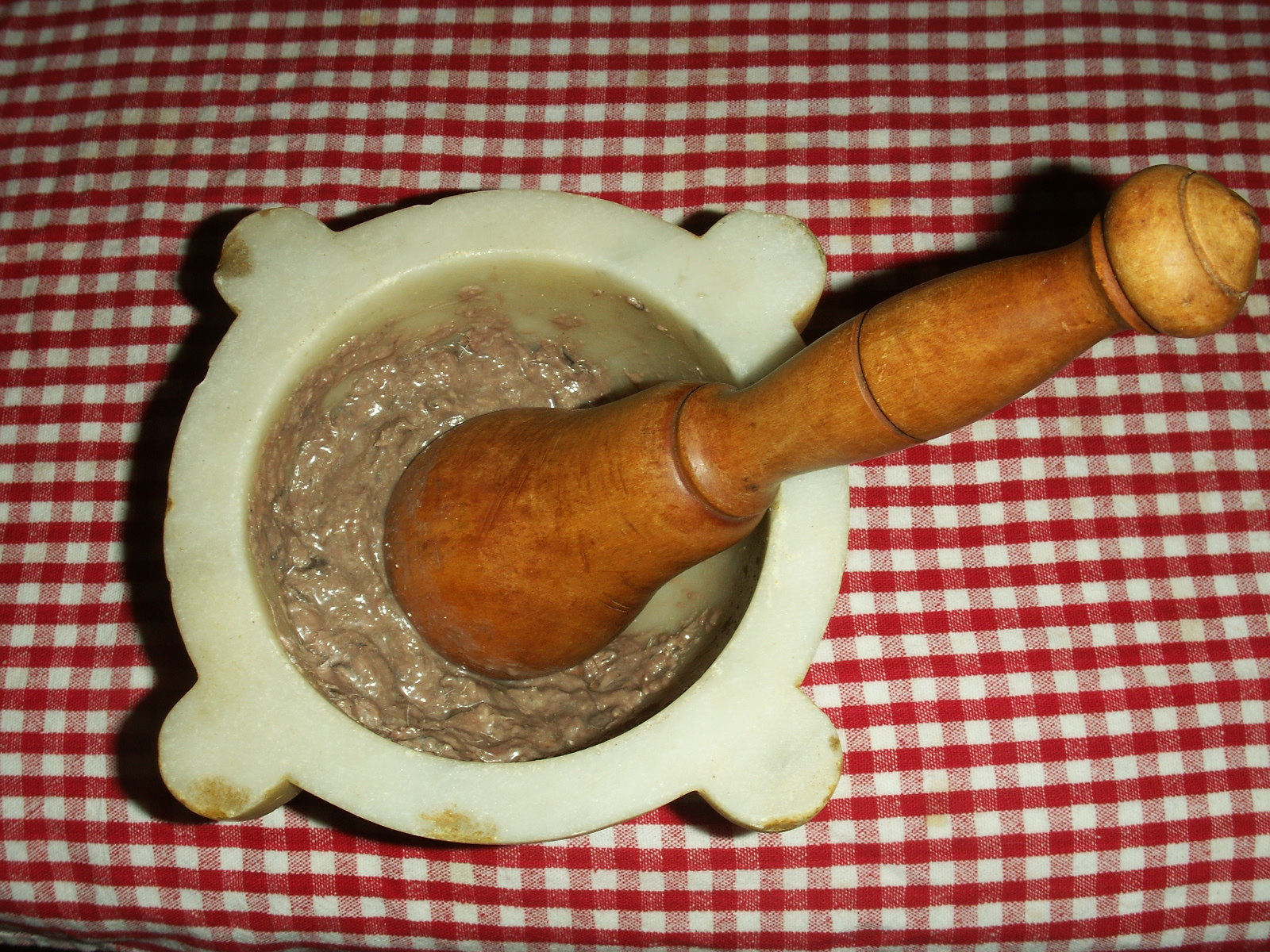
Pasta d'acciughe nel mortaio.

#### Formaggi
- La Robiola di Roccaverano, formaggio fresco DOP, preparato con latte vaccino, ovino, caprino.
- La Robiola di Cocconato, formaggio fresco di latte vaccino (un tempo era preparato con latte crudo).
- La Toma piemontese, formaggio vaccino, la cui storia risale al XIV secolo.

#### Piatti tipici

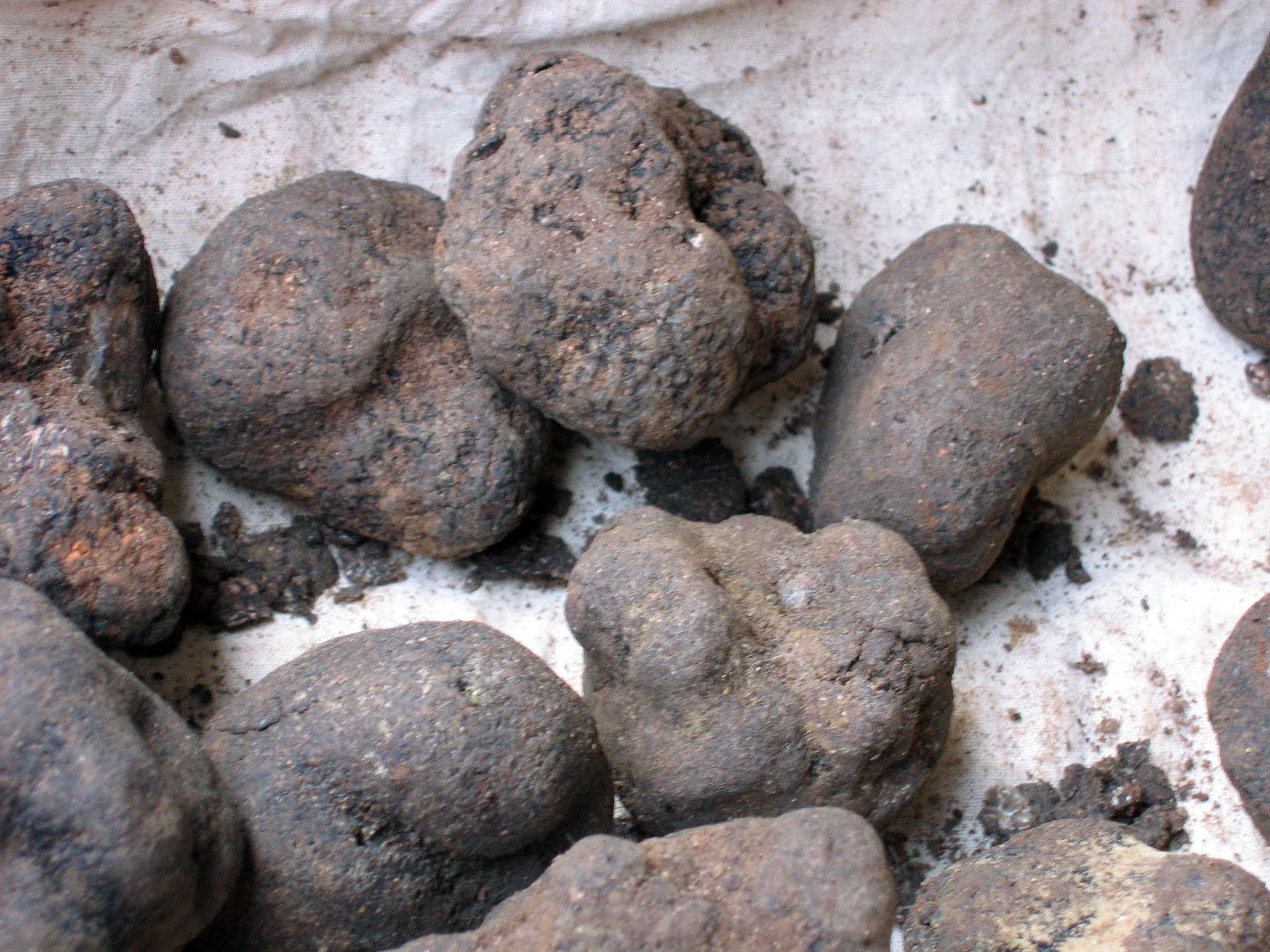
Le trìfule.

L'autunno e l'inverno sono le stagioni "principe" della cucina astigiana e piemontese.
- Carne di manzo cruda con il tartufo (trìfula), vitello con salsa tonnata, peperoni in bagna cauda, lingua di vitello in salsa verde (bagnet verd), tomini "elettrici" (formaggio con peperoncino), tonno di coniglio, sono solo alcuni dei tipici antipasti astigiani.
- Agnolotti d'asino, di lepre; tagliatelle all'uovo (tajarin) al sugo d'arrosto, al tartufo o ai funghi porcini, per i primi.
- Bollito di bue grasso con polenta "concia" (condita con formaggio filante).
- la finanziera: il nome di questa ricetta deriva dall'abito, chiamato proprio "finanziera", abitualmente indossato nel 1800 dai banchieri e dagli uomini di alta finanza, ai quali sembra che questo piatto piacesse molto; altre fonti suggeriscono invece l'origine del nome nel tributo in natura pagato dai contadini alle guardie (i finanzieri, appunto) per entrare in città. Tributo composto principalmente dalle frattaglie dei polli, ancora oggi fra gli ingredienti fondamentali.
- il fritto misto alla piemontese (fricia) legato al rito della macellazione del maiale e alla necessità di non sprecare nulla. Annoverava le interiora, i sanguinacci, il polmone (fricassà bianca), il fegato (fricassà nèira), le animelle. Col tempo si è arricchito di nuovi ingredienti e numerose sono le versioni: tipici del Monferrato sono i fiori di zucca e gli amaretti.
- gli arrosti di vitello e i brasati al barbera o al barolo.

#### Dolci
- La polentina astigiana, fatta con mandorle, uvetta, maraschino e ricoperta da polenta gialla.
- Gli amaretti di Mombaruzzo o di Canelli, biscotti morbidi di mandorle.
- La torta alle nocciole.
- Lo zabaione al barbera o al moscato.
- L'antico mon (pronuncia "mun") di Mongardino (mattone dolce).
- Le pesche al Ruché di Castagnole Monferrato.
- il bonet (pronuncia Bunét) dolce al cucchiaio cotto in forno a bagnomaria

### Eventi
- Douja d'Or
- Palio di Asti

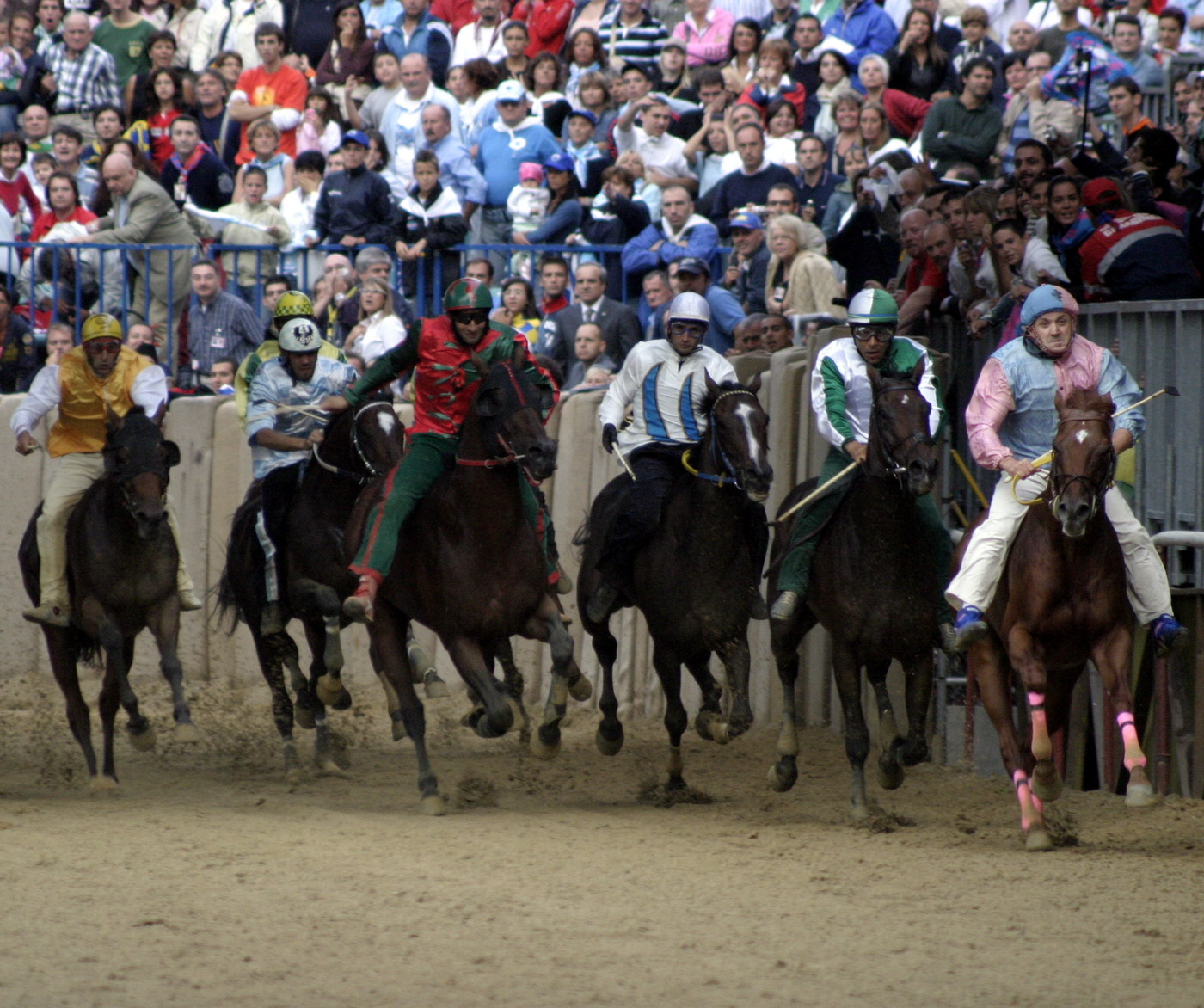
Il Palio.

- Noto a livello nazionale il Festival delle sagre astigiane, una manifestazione enogastronomica che si tiene la settimana successiva al Palio di Asti, dove oltre 40 pro loco della provincia di Asti propongono le loro specialità gastronomiche, accompagnate da vini DOCG astigiani.
- Asti Teatro
- Asti Musica
- Campionato italiano sbandieratori

## Geografia antropica

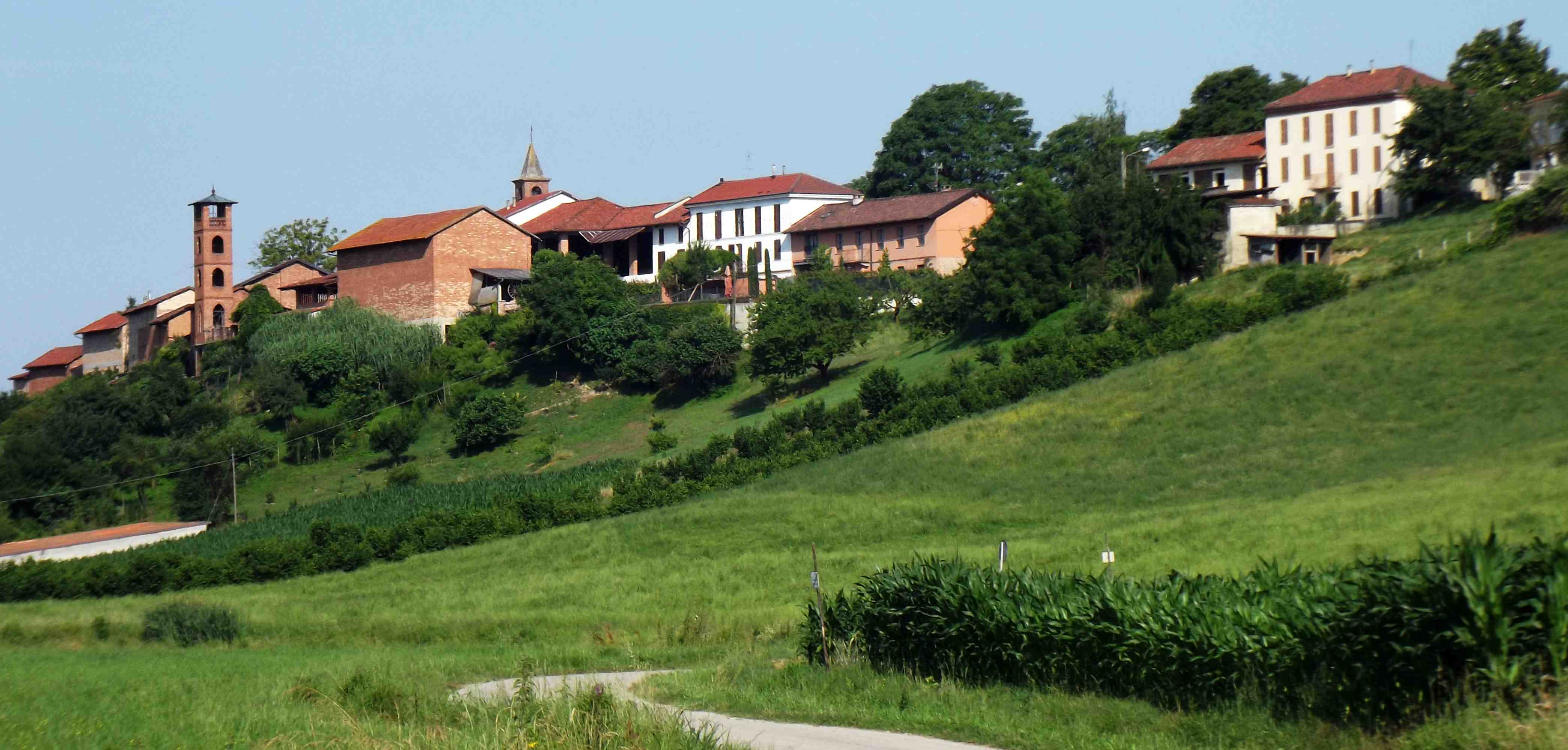
Vaglierano

### Frazioni
Beccati, Bramairate, Bricco Fassio, Bricco Roasio, Ca' dei Coppi, Caniglie, Canova, Casabianca, Castiglione, Migliandolo, Mombarone, Mongardino Stazione, Montegrosso Cinaglio, Montemarzo, Palucco, Poggio d'Asti, Portacomaro Stazione, Quarto Inferiore, Quarto Superiore, Revignano, Rioscone, San Grato di Sessant, San Marzanotto, San Marzanotto Piana, Santo Spirito, San Vito - Poggio, Serravalle, Sessant, Torrazzo, Trincere, Vaglierano, Vaglierano Basso, Valenzani, Valfea, Valgera, Valleandona, Valle Tanaro, Valmaggiore, Valmairone, Valleversa, Valmanera, Valterza, Variglie, Valbella, Viatosto

### Suddivisioni storiche

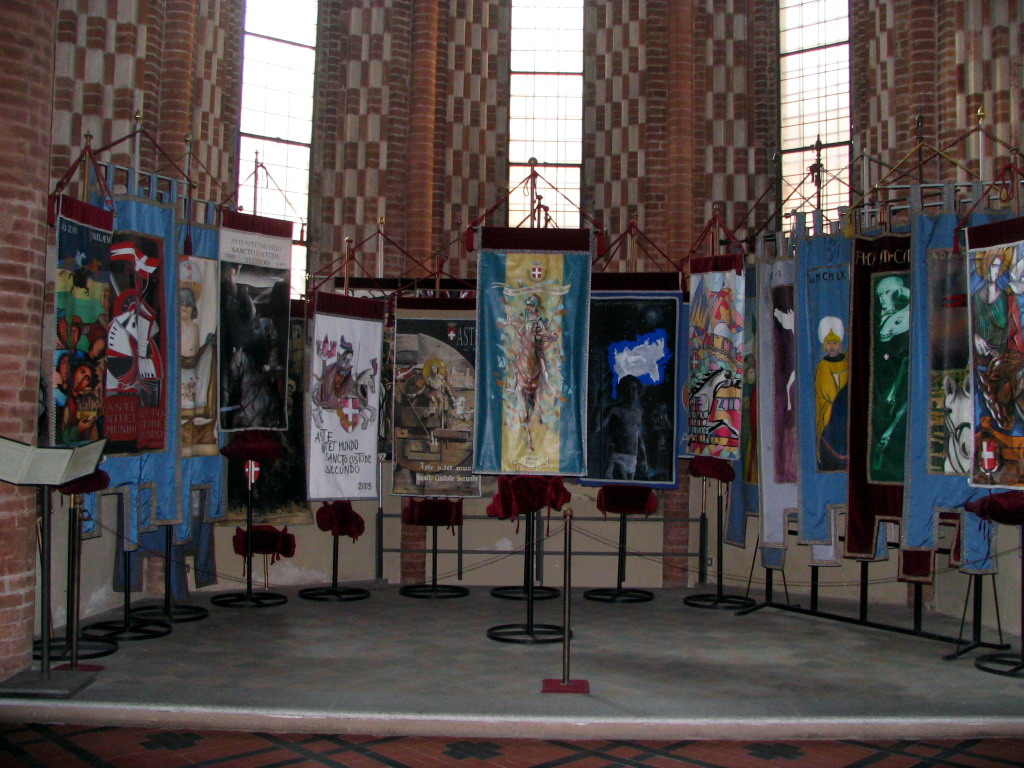
La Cappella dei Palii.

La città di Asti è suddivisa in 14 "territori" che si rifanno alle competenze parrocchiali del 31 dicembre 1978.
Vengono definiti "Rioni", i quartieri all'interno della prima cerchia delle antiche mura Duecentesche detta "dei nobili" e "Borghi", le circoscrizioni comprese in origine all'interno della seconda cerchia di mura Trecentesche detta "dei borghigiani".
Queste 14 entità, ognuna con un proprio statuto e ordinamento, partecipano alla vita sociale e religiosa della città che culmina nei festeggiamenti patronali di san Secondo e con la corsa dell'antico Palio.
Con lo sviluppo urbanistico della città, alcune parrocchie periferiche, nell'ultimo ventennio si sono allargate e frazionate. Ecco di seguito i Rioni e i Borghi della città con le suddivisioni parrocchiali.
| Stemma                            | Chiese e parrocchie |
| --------------------------------- | --- |
| Rione Cattedrale                  | Parrocchia della Cattedrale e cattedrale di Santa Maria Assunta |
| Rione San Martino-Borgo San Rocco | Parrocchia di San Martino, con la chiesa di San Martino e la chiesa di San Rocco |
| Rione San Paolo                   | Parrocchia e chiesa di San Paolo e chiesa della Confraternita della Santissima Trinità e Sant'Evasio |
| Rione San Secondo                 | Parrocchia e collegiata di San Secondo |
| Rione San Silvestro               | Parrocchia e chiesa di San Silvestro |
| Rione Santa Caterina              | Parrocchia e chiesa di Santa Caterina, Parrocchia di Revignano e chiesa di San Giacomo, Parrocchia e chiesa di Vaglierano, Parrocchia di Variglie e chiesa di San Michele Arcangelo, Parrocchia e chiesa del Sacro Cuore e recinto San Quirico |
| Borgo Don Bosco                   | Parrocchia e chiesa di san Giovanni Bosco |
| Borgo San Lazzaro                 | Parrocchia e chiesa di san Domenico Savio |
| Borgo San Marzanotto              | Parrocchia e chiesa di San Marzanotto |
| Borgo Santa Maria Nuova           | Parrocchia e chiesa di Santa Maria Nuova |
| Borgo San Pietro                  | Parrocchia e chiesa di San Pietro, Parrocchia e chiesa di San Fedele |
| Borgo Tanaro Trincere Torrazzo    | Parrocchia e chiesa della Santissima Annunziata di Ponte Tanaro |
| Borgo Torretta N.S.L.             | Parrocchia e chiesa di Nostra Signora di Lourdes, Parrocchia di Casabianca e chiesa di San Giovanni Battista, Parrocchia di Montegrosso Cinaglio e chiesa di San Carlo                                                                         |
| Borgo Viatosto                    | Parrocchia e chiesa di Nostra Signora Ausiliatrice di Viatosto |

## Economia
In Asti si trovano tre importanti industrie: la Saclà (alimenti), la Johnson Electric e la Tubosider (materiali metallici per infrastrutture).
La Cassa di Risparmio di Asti è nata nel 1842 in piazza S. Secondo; nel 1894 si spostò in piazza Roma. È la più antica fra le banche esistenti oggi in città.

### Archeologia industriale
- Stabilimento produttivo della Saclà
- Fabbrica storica della Way-Assauto
- Stabilimento di Corso Minzoni della Officine Morando Silvio & Figlio
- Stabilimento della IB.Mei
- Stabilimento della Vetreria Operaia Federale A.V.I.R.

## Infrastrutture e trasporti

### Strade
Asti si trova al crocevia dei principali collegamenti tra la Liguria e il Nord Italia, che comprendono:
- l'Autostrada A21, che la collega al capoluogo di regione, all'Emilia e alla Lombardia;
- l'Autostrada A33, che favorisce i collegamenti con le maggiori località cuneesi;
- la Strada statale 10 Padana Inferiore, che permette i collegamenti con Alessandria, Chieri, Torino e Villanova d'Asti;
- la Strada statale 231 di Santa Vittoria, che, partendo da Asti, tocca le località di Costigliole, Govone, Alba per poi continuare fino a Cuneo;
- la Strada Regionale 457 di Moncalvo, che si prolunga verso Moncalvo e Casale Monferrato;
- la Strada Provinciale 458 di Gallareto, che si dilunga verso Chivasso;
- la Strada Provinciale 8, che collega la città alle località di Revigliasco d'Asti, Antignano, San Martino Alfieri e Govone;
- la Strada Provinciale 15a, che collega lo svincolo della SS231 di Corso Savona alla frazione Torrazzo;
- la Strada Provinciale 15c che collega la frazione San Marzanotto Piana a Mongardino;
- la Strada Provinciale 35, che collega la frazione Meridiana a Camerano Casasco;
- la Strada Provinciale 35a, che collega la frazione Meridiana a Cinaglio;
- la Strada Provinciale 58, che collega la frazione Palucco a San Damiano d'Asti;
- la Strada Provinciale 59, che corre parallela al tratto a doppia carreggiata della SS231 di Santa Vittoria da Corso Savona fino all'abitato di Isola d'Asti.

Altra arteria importante è la Strada Statale 706, che costituisce la Tangenziale Nord della città collegando lo svincolo Asti Est della A21 alla frazione di Portacomaro Stazione.

### Ferrovie e tramvie

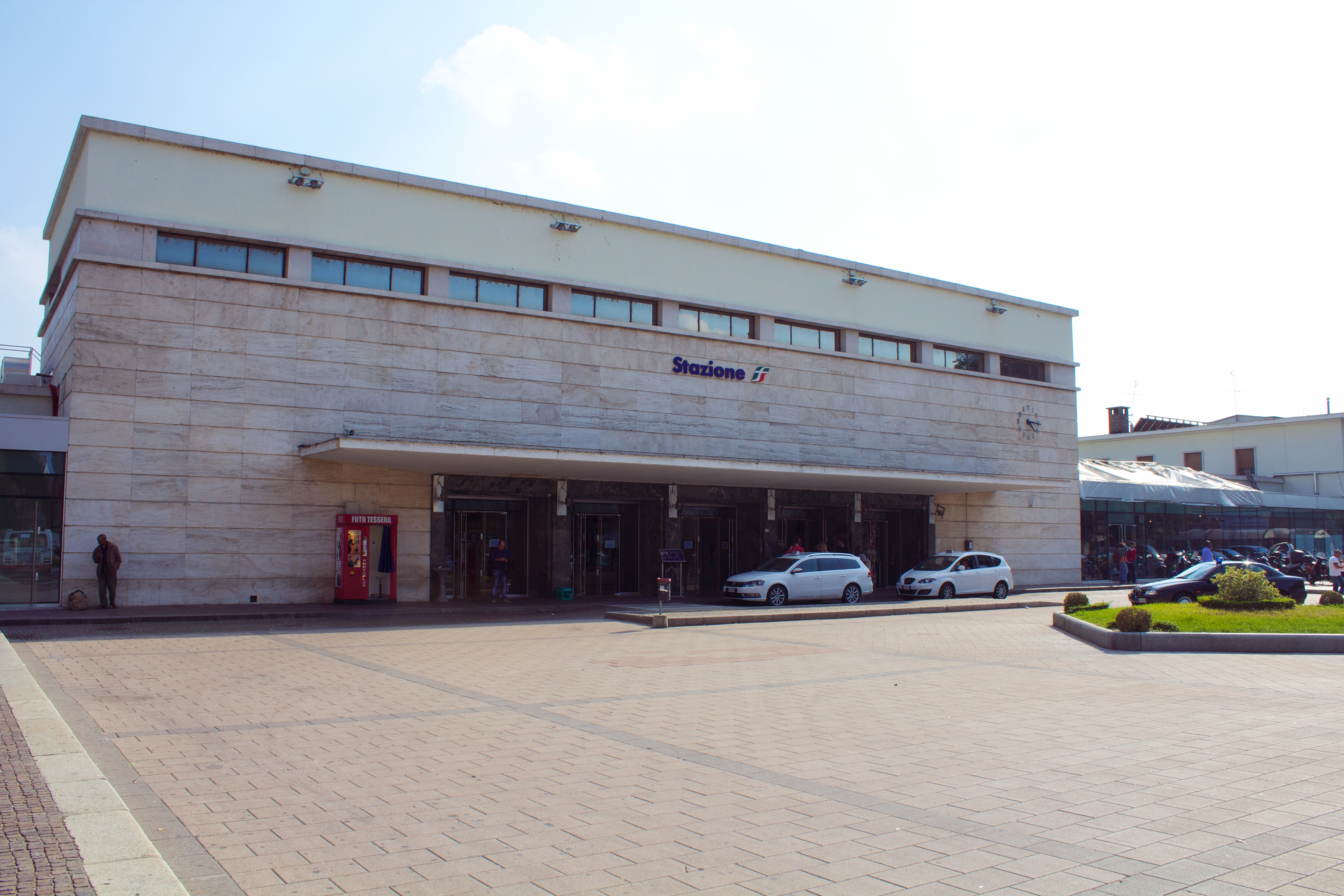
La stazione di Asti.

Asti rappresenta uno storico nodo ferroviario posto lungo la ferrovia Torino-Genova, dalla quale in corrispondenza della stazione di Asti si dirama la linea per Acqui Terme e Genova.
Fino al 2012 erano altresì attive le ferrovie Asti-Chivasso e Castagnole-Casale-Mortara, da allora chiuse al traffico. La ferrovia Alba-Asti, su parte del percorso di quest'ultima tratta, è stata riaperta dal 2023. La città era dunque servita in passato da ulteriori impianti costituiti dalle stazioni di Sessant e Serravalle d'Asti sulla linea per Chivasso, dalla fermata di Casa dei Coppi e dalla stazione di Portacomaro sulla linea per Casale Monferrato, dalla fermata di Asti Boana e dalla stazione di San Marzanotto sulla linea per Castagnole delle Lanze e dalla fermata di San Marzanotto Rivi, sulla linea per Acqui Terme.
Fra il 1882 e il 1935 da Asti si diramavano tre linee tranviarie interurbane a vapore:
- Asti-Canale (1882-1935);
- Asti-Cortanze (1882-1915);
- Asti-Montemagno-Altavilla (1900-1935).

### Mobilità urbana
La città è servita da una rete di autolinee urbane e suburbane gestita da Asti Servizi Pubblici (ASP).

## Amministrazione

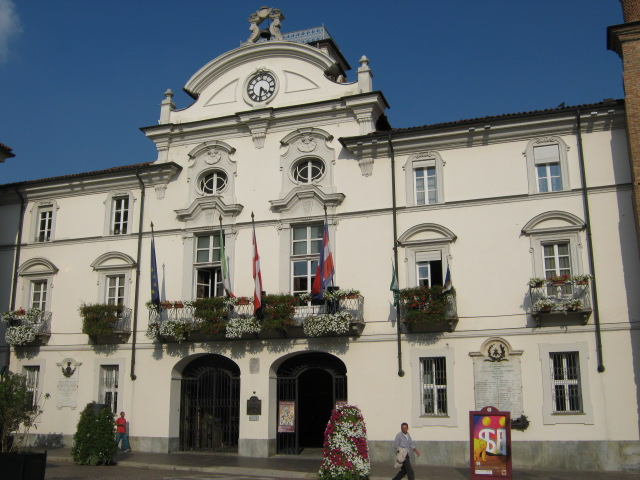
Il palazzo civico

### Gemellaggi
- Valence, dal 1966[24]
- Biberach an der Riß[25]
- Ma'alot-Tarshiha[26]
- Nanyang, dal 2023[27]

In California, nella Contea di Sonoma, esiste un villaggio chiamato Asti: fu fondato da immigrati italiani e svizzeri verso la fine del XIX secolo. Sempre in California, vicino a Los Angeles, sorge il villaggio di Guasti, la cui chiesa porta il nome del santo patrono astese: San Secondo.

## Sport

### Ciclismo
Per il ciclismo, Asti è stata cinque volte sede di arrivo di tappa del Giro d'Italia: la prima nel 1935, l'ultima nel 2020.
Tappe del Giro d'Italia con arrivo ad Asti
| Anno | Tappa | Partenza       | km    | Vincitore di tappa  | Maglia rosa       |
| ---- | ----- | -------------- | ----- | ------------------- | ----------------- |
| 1935 | 16ª   | Cuneo          | 91    | Giuseppe Olmo       | Vasco Bergamaschi |
| 1960 | 11ª   | Sestri Levante | 180   | Rik Van Looy        | Jos Hoevenaers    |
| 1963 | 10ª   | La Spezia      | 225   | Vito Taccone        | Diego Ronchini    |
| 2003 | 17ª   | Salice Terme   | 130   | Alessandro Petacchi | Gilberto Simoni   |
| 2020 | 19ª   | Abbiategrasso  | 124,5 | Josef Černý         | Wilco Kelderman   |

### Bocce
- Tubosider Asti, formazione che ha militato nel campionato nazionale di serie A (2 scudetti, una Coppa Campioni, 4 Coppe Italia)

### Calcio
- L' Asti Calcio Football Club è la principale società calcistica della città di Asti. La fondazione risale al 1932 con il nome di A.C. Asti. Ha militato in Serie C negli anni trenta e negli anni ottanta. Giancarlo Antognoni ha esordito tra le sue file nella stagione 1970-1971 (allora la società si chiamava Asti MaCoBi e partecipava al campionato di Serie D). L'Asti T.S.C. nel 1984 è stata promossa in Serie C1. Dopo alterne vicende e le retrocessioni nelle serie minori, ha assunto il nome Associazione Calcio Asti Colligiana nell'estate del 2006, in seguito alla fusione con l'Unione Sportiva Nova Colligiana di San Damiano d'Asti. Nel 2007 ritorna alle denominazione originale A.C. Asti e attualmente milita nel campionato di Serie D da tre stagioni, da quando ottenne la promozione il 2 maggio 2010, dopo 13 anni d'assenza dal torneo.

L'altra squadra di calcio della città è l'A.C.D. Sporting Asti Nuova Itea che milita nel girone M di Seconda Categoria.

### Calcio a 5
- L'Asti Calcio a 5, ha vinto il campionato 2008/2009 di Serie B, e quello di Serie A2 2009-2010: nella stagione 2010/2011 disputa il suo primo campionato di Serie A della sua storia, dopo il record assoluto nel futsal nazionale di cinque promozioni consecutive (sin dalla stagione 2005-2006, quando vinsero il campionato di Serie D). Nel 2012 si aggiudica la Coppa Italia, primo trofeo assoluto vinto da una squadra di serie A astigiana, manifestazione vinta per la seconda volta nella stagione 2014-2015. Si aggiudica le prime due edizioni della Winter Cup nelle stagioni 2013-2014 e 2014-2015. La stagione successiva, 2015-2016 vince lo scudetto tricolore laureandosi Campione d'Italia.

### Rugby
- Asti Rugby. La tradizione rugbistica ad Asti nasce già negli anni trenta: sono di questo periodo le prime cronache sui giornali locali di una squadra astigiana di rugby. Nel 1981 nasce l'Asti Rugby. Nella stagione 2002/2003 la società raggiunge lo storico traguardo della serie B, e sfiora per ben due volte l'impresa della promozione tramite gli spareggi play-off: la prima nella stagione 2006/2007 quando viene sconfitto dal Livorno Rugby e nella stagione 2008/2009 sconfitto nel return match a Verona, dopo aver vinto la gara d'andata al campo del Lungotanaro. In entrambi i casi gli astigiani, erano arrivati al secondo posto al termine della stagione regolare ma il 18 luglio 2009, nel corso della riunione di Parma della Federazione Italiana Rugby (il massimo movimento federale rugbistico nazionale) l'Asti Rugby viene ripescato in massima serie, la Serie A2, grazie alla rinuncia dell'iscrizione da parte di un club ed ha affrontato per la prima volta nella sua storia, il massimo campionato conquistando una straordinaria salvezza con un turno d'anticipo, avendo anche il diritto a disputare questo campionato nella stagione agonistica 2010/2011.
- Senatori Asti Rugby. È nata nel 2007 da una "costola" dell'Asti Rugby. Attualmente milita in Serie C.[quando?]

### Tchoukball
Tre società di Asti partecipano al campionato italiano: la squadra del liceo scientifico "F. Vercelli", presente fin dalla prima edizione del 2007, l'Asti Tchoukball, società fondata il 5 settembre 2008 da giovani ex studenti del liceo, che comprende due squadre: Asti Atomik Tchoukball ed EleKTrauti Asti Tchoukball, e la squadra del liceo classico Vittorio Alfieri.
L'Asti Atomik Tchoukball è arrivata al 3º posto nei campionati italiani 2009/2010 e 2011/2012, il miglior risultato di sempre per una squadra astigiana.